# 綏靖區
綏靖區，簡稱綏區，是中華民國国民政府在第二次国共内战時期特有的地理区划，与中国共产党政权作战區域接近。是在作戰區域或接近作戰地劃成若干綏靖區，設綏靖區司令部和司令官，置於各剿匪總司令部或綏靖公署管轄下，獨掌該區域黨、政、軍、特大權:18。
1946年9月16日，中華民國國防最高委員會於第207次會議通過綏靖區施政綱領及施政之四項辦法。在第二次国共内战時期，國軍在各地先後成立:18。
国军的绥靖区与兵团同级，分别下辖若干整编师（1948年10月改称“军”），动的为兵团，主要负责机动作战；静的为绥靖区，主要负责要点守备。在徐蚌会战中，国军第六兵团、第八兵团即是由原第九绥靖区、第四绥靖区改编而来，原绥靖区司令官李延年、刘汝明即转任兵团司令官。

## 沿革
1946年10月21日，行政院成立綏靖區政務委員會，專司綏靖區各項工作；又制訂綏靖區綏靖法規，共八條:1072。綏靖區內各縣軍事、民政，均受綏靖區司令官之統一指揮；各綏靖區司令官受省政府主席兼全省保安司令部司令之指揮監督，但在作戰用兵上，則仍依照戰鬥序列之規定，受其上級指揮官之指揮；綏靖區所轄地境，如有關兩省以上之轄區者，該綏靖區司令官應受轄境大之省政府主席兼全省保安司令部司令之指揮監督；綏靖區設民政專員一至三人，督導所屬各縣之民政事宜；設置綏靖區之省份，原有之省政府行署及行政督察專員均撤銷之；綏靖區民政專員之人選，以撤銷後之行政專員中有成績者遴選任用之。11月9日，綏靖區難民急賑總隊成立:1075。各綏靖區司令部内设机要室主任；总务处，处长罗永宜；第一处（人事处）；第二处（督察处）；第三处（作战处）；第四处（后勤处）。1947年3月20日，台灣警備總司令部將台灣省全省分為7個綏靖區，分區清查戶口，辦理連保:8317。4月23日，行政院公布修正《綏靖區土地處理辦法》第七條條文：綏靖區內之農地，經非法分配者，應由縣政府依本辦法徵收之:8340。4月29日，行政院又決定：「綏靖區內農地，經非法分配者，應由縣府徵收，其地價應依法估價，折合農產物，由中國農民銀行發行土地債券，給予合法所有人，分年償付。該債券以農產物為本位，償付期不得逾十五年。」:8340-8341
1951年8月14日，《修正實施救災準備金暫行辦法》及《綏靖區施政綱領》公告廢止。

## 各綏靖區司令部

### 第一绥靖区
1945年10月成立于无锡。后驻南通，1946年6月向苏中解放区进攻。
- 司令官：湯恩伯/李默庵/周碞/丁治磐
- 副司令官：陈大庆、刘嘉树、李觉、顾锡九、李天霞

1948年驻南通，辖整编第4、第21师和暂编第23师及交警第15总队，防守东台、如皋、南通、靖江、泰兴、海门等地。
第一绥靖区南通指挥所指挥官顾锡九
1949年4月渡江战役前，部署：
- 第四军：守备镇江地区，军长王作华，副军长李子亮、参谋长罗旷。
- 第五十一军：军长王秉钺。
- 第一二三军于太仓集结后，开往松江。
- 江苏省政府特务团，因行动迟缓，在金坛、溧阳地区被歼灭，团长冯志修被俘。
- 江苏省保安第二旅，至丹阳附近被击溃，大部被歼灭。
- 江苏省保安第一总队，撤退时总队长周某单身脱逃，部队溃散。
- 江苏省保安第二总队，其第十一团在吴江地区，情况不了解；第十团２６日在宜兴张渚被歼，总队长许少顿被俘。
- 溧阳保安团及金坛保安团亦同时被歼。

### 第二绥靖区
驻济南。1945年10月在汉口由第四方面军改编。1946年2月由汉口移至济南。
- 司令官：王耀武
- 副司令官：牟中衍、李仙洲、丁治磐

### 第三绥靖区
驻枣庄。1945年10月由第33集团军改编而成。后驻賈汪。
- 司令官：冯治安
- 副司令官：李文田、何基沣、张克侠

### 第四绥靖区
驻商丘。1945年10月由第2集团军在许昌改称。后驻菏泽市，进攻鲁西南。
- 司令官：刘汝明
- 副司令官：曹福林、米文和、田镇南、宋秀德

1949年4月渡江战役前，四绥区司令官刘汝明，参谋长杨然、副参谋长李诚一，驻青阳县。辖3个军：
- 第五十五军：守备大通。
- 第六十八军：军长刘汝珍。因行动较缓，在乐平受解放军截击，第119师大部被歼，师长张勋亭、参谋长董治良被俘；第143师向上饶以北山区逃窜亦被解放军包围，大部被歼，师长阎尚元被俘；第81师逃至弋阳，由副军长王振声率领起义。
- 九十六军

### 第五绥靖区
1945年10月成立于河南开封，参加对中原解放区和鲁西南的进攻。1947年11月该绥靖区撤销。
- 司令官：孙震
- 副司令官：董宋珩、李宗昉、陈鼎勋、曾甦元

1948年4月，白崇禧出任华中剿总的总司令，把武汉行辕前进指挥所在河南信阳改编为第五绥靖区。
- 司令官：张轸
- 副司令官：赵子立、朱其平
- 绥靖第3旅：旅长兼信阳警备司令、信阳县长辛少亭
- 保安第3旅：旅长兼桐柏山区指挥官、确山县长涂建堂
- 保安第4旅：旅长兼遂平县长鲍汝澧
- 保安第5旅：旅长兼潢川县长张继烈（黄埔四期，张轸的侄子）
- 潢川行政督察专员兼罗山县长：张玉龙（张轸的外甥）
- 张旭东保安旅
- 赵子立的豫东保安第1、第2旅。

1949年春改编为第十九兵团，下设第一二七军（涂建堂的第309师和赵子立的2个师）和第一二八军（第312师张玉龙、第313师鲍汝澧、第314师张继烈），兵团直属张旭东独立师。1949年5月15日，张轸率部2.5万余人在金口起义，改编为中国人民解放军第五十一军。

### 第六绥靖区
1945年10月成立于宜昌。后驻商丘。
- 司令官：周嵒
- 副司令官：区寿年、谢辅三

### 第七绥靖区
1945年10月成立于大冶。后驻武汉。
- 司令官：王陵基/潘文华/张雪中（1947年12月淮海绥靖区改组，辖整编第4师、整编第51师和暂编第25师，驻淮阴）/张世希（驻芜湖）
- 副司令官：廖震、萧之楚、傅仲芳

1949年，七绥区司令张世希

### 第八绥靖区
1945年10月成立于蚌埠。1947年移至合肥。1947年初编为第三兵团第三纵队,调至山东。1948年辖：整编第46师第188旅，防守津浦路明光、滁县段；第203师第2旅，防守蚌埠地区；第6绥靖区整编第24师，防守灵璧、泗县，青阳等地
- 司令官：夏威
- 副司令官：刘和鼎、张淦

### 第九绥靖区
1947年12月在海州成立，辖整编第83、第44师(欠第162旅)，共4个旅，防守临沂、沂水、新安镇、海州、日照等地。
- 司令官：李良荣、李延年
- 副司令官：汤位东

### 第十绥靖区
1947年12月由整24军军部（又称徐兖绥靖司令部）扩编。驻兖州。辖整编第12师、整编第72师、整编第32师第141旅，共6个旅，驻防津浦路滕县、兖州、大汶口、泰安段。1948年7月13日在兖州战役结束时被歼灭。
- 司令官：李玉堂
- 副司令官：杨汉域
- 参谋长萧圭田，副参谋长陈家垢
- 参谋处
- 政工处 处长曹承彬少将
- 副官处
- 第十绥区地方行政长官李玉堂兼。该长官公署内设有秘书长和两个处
- 直属部队：特务营、通讯连、输送队
- 山东保安第一旅：两个步兵团驻大汶口。1948年6月被歼灭。
- 山东保安第二旅：旅长于乐东。驻蒙阴。撤驻泗水。
- 山东保安第三旅：旅长葛鳌。两个步兵团驻邹县，另一步兵团驻邹滕两县之间两下店车站。1948年6月6日夜，奉命由参谋长率第一、第三等2个团赴兖州守城。6月15日旅部及第二团、地方保安团等在邹县被全歼。

### 第十一绥靖区
1947年12月成立，辖整编第35、第64师，共5个旅，驻青岛、城阳、即墨等地；第8军两个师防守烟台、威海卫地区。
- 司令官：丁治磐、刘安祺
- 副司令官：施中诚

### 第十二绥靖区
负责豫北。驻新乡。
- 司令官：陈鼎勋/李振清

### 第十三绥靖区
驻南阳。
- 司令官：王凌云
- 副司令官：万式炯

### 第十四绥靖区
1948年3月在阜阳组建。1948年9月中旬撤销，人员调徐州剿总安置。
- 司令官：李觉
- 参谋长：刘晓云
- 副参谋长：廖若谷
- 政治部主任：李拔夫

### 第十五绥靖区
1947年10月成立，驻湖北襄樊，辖区为鄂西北地区。
- 司令官：康泽
- 副司令官：郭勋祺
- 副参谋长：易谦（代理参谋长）

### 第十六绥靖区
刘邓大军千里跃进大别山后，1947年12月成立第十六绥靖区。
- 司令官：霍揆章
- 副司令官：刘雨卿、李奇中、丁德隆
- 参谋长刘召东

1949年5月第十六绥靖区改称第十一兵团，仍以霍揆彰为司令官，副司令官丁德隆、副司令官兼参谋长刘召东。辖蒋当翊第九十七军、王中柱第一〇三军。华中军政长官公署白崇禧布置的任务是：在武(昌)长(沙)公路正面及其以东之湘鄂边山区，利用地障逐次抗击解放军南进，掩护浙赣路方面的左侧安全。1949年6月12日该兵团番号撤销，改编为湘鄂赣边区绥靖司令部，任总司令兼行政长官霍揆章，所辖2个军转隶黄杰第一兵团。

### 第十七绥靖区
1948年夏国民政府以湘西为三湘门户、川黔咽喉，决定划为第十七绥靖区，在常德设绥靖区司令部。所辖区域,初为常德、澧县、桃源、石门等。1948年冬李默庵命令各个县城从现有的地方武装中抽调人员和武器，成立“勘乱建国大队”。
司令官：刘膺古、李默庵（1948年9月任长沙绥靖公署副主任兼）、宋希濂
副司令王育瑛（省军管区副司令兼）

### 第十八绥靖区
1948年5月成立。管辖宝鸡、西安、铜川等关中区域，司令部设在宝鸡。1949年初，第十八绥靖区司令部迁至汉中。1949年8月撤销。
- 司令官：董钊（1948年5月-1949年1月10日）/曹日晖(1949年1月10日-1949年8月 代司令官兼第十八绥靖公署行政长官及汉中警备司令）
- 副司令官曹日晖(1949年初-1949年8月）

### 第十九绥靖区
1948年5月成立。以陕南为属区，司令官高桂滋未赴任，由副司令何文鼎代理
1948年12月，刘希程任第十九绥靖区副司令官、兼第十九绥靖区豫西分区司令官、兼国防部暂编第三纵队（收编的地方武装6000余人）司令，河南省政府豫西行署主任兼豫西绥靖区司令。名义管辖范围是洛阳、南阳、陕州三地区，实际只有陕县、灵宝、阌乡三个县和卢氏、洛宁的一部分。

## 东北行营各绥靖区
- 第一绥靖区：以第一集团军总司令孙渡为第一绥靖区司令官,指挥93军守备锦州辽西地区
- 第二绥靖区：石觉，兼任热河省保安司令，指挥第13军驻承德及热河各地。
- 第三绥靖区：赵公武，兼任安东省保安司令，安东省代主席，指挥第52军驻安东、通化。
- 第四绥靖区：廖耀湘、孙立人先后任司令官。分别指挥新6军、新1军驻长春。
- 第五绥靖区：陈明仁，指挥第71军驻四平。